# Voọc nâu
Voọc nâu (danh pháp hai phần: Semnopithecus priam) là một loài động vật có vú trong họ Cercopithecidae, bộ Linh trưởng. Loài này được Blyth mô tả năm 1844.

## Hình ảnh

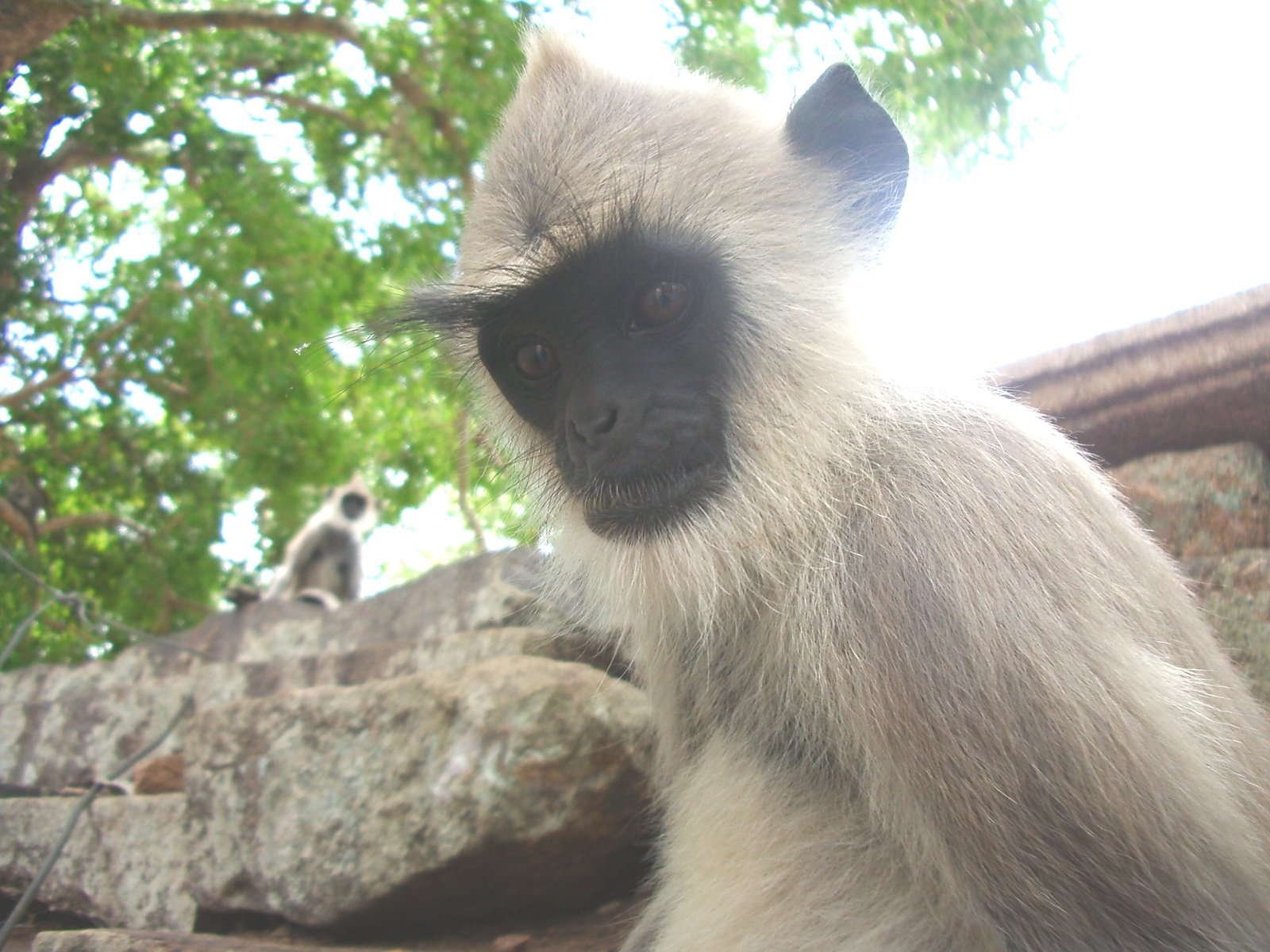
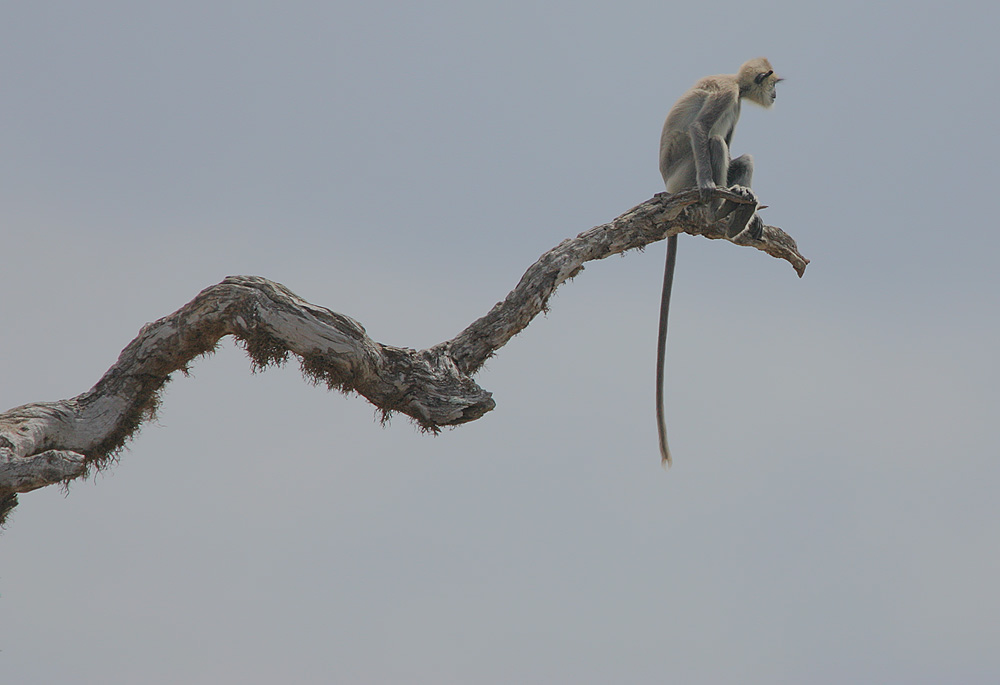
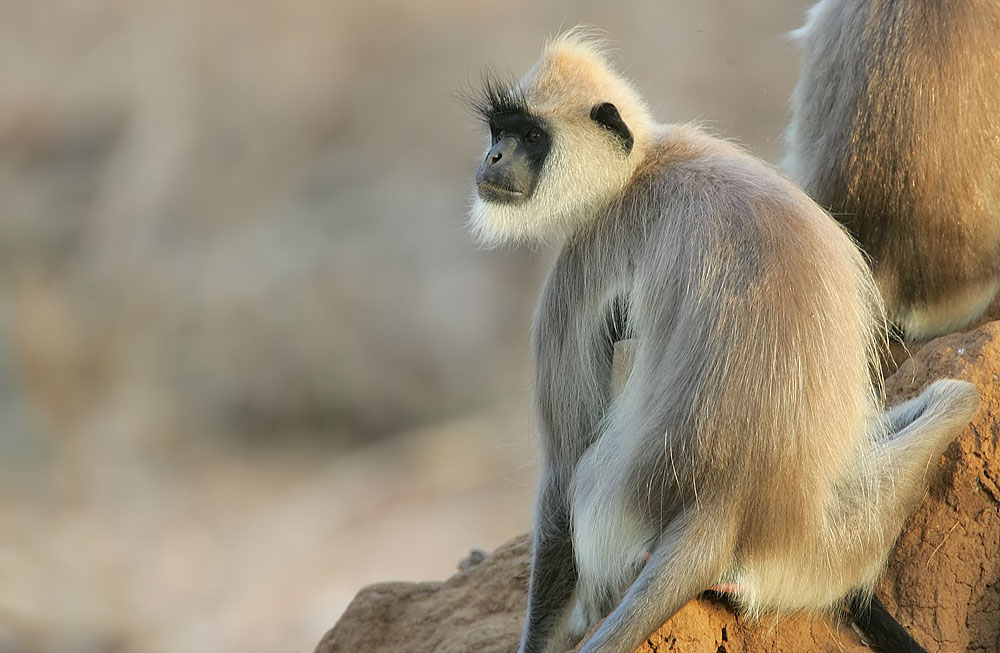
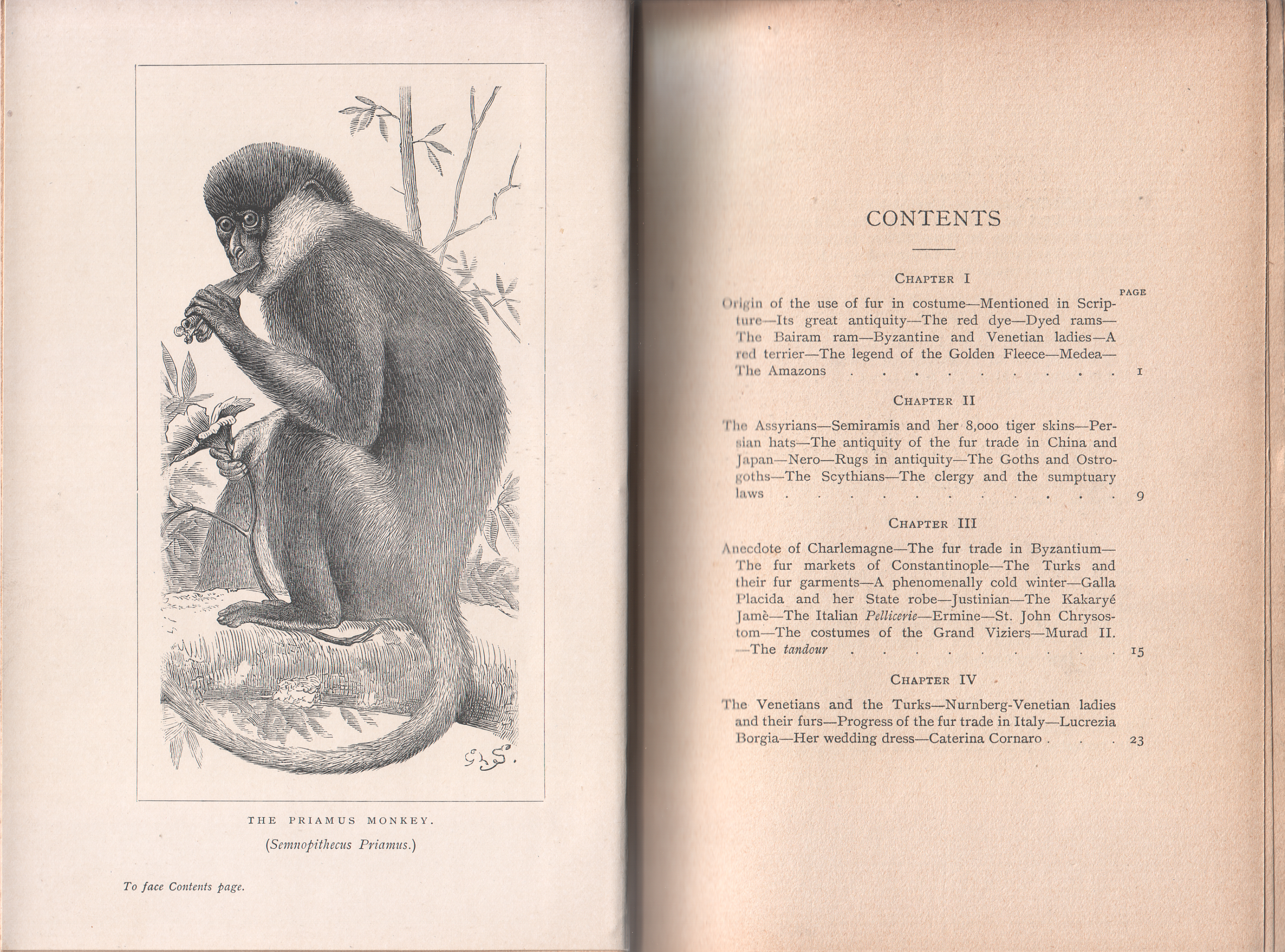